# HD 192579
HD 192579 ist ein Stern im Sternbild Cygnus. Er befindet sich in einer Entfernung von 1123 Lichtjahren (344 Parsec) von der Erde und ist ein Hauptreihenstern der Spektralklasse B.

## Eigenschaften
HD 192579 hat eine scheinbare Helligkeit von 6,99 mag und ist mit unbewaffnetem Auge nicht sichtbar. HD 192579 ist ein Stern der Spektralklasse B9V, hat eine  Masse von 5,22 Sonnenmassen und einen Radius von 5,2 Sonnenradien. Er ist 1800 Mal heller als die Sonne. Die Temperatur des Sterns beträgt 16.500 Kelvin.